# Biskopsmössestormhatt
Aconitum episcopale, Biskopsmössestormhatt är en ranunkelväxtart som beskrevs av Leveille. Aconitum episcopale ingår i släktet stormhattar, och familjen ranunkelväxter. Utöver nominatformen finns också underarten A. e. villosulipes.